# براندل
براندل (به انگلیسی: Brundall) یک روستا و محله مدنی در بریتانیا است که در Broadland واقع شده‌است. براندل ۴٫۳۹ کیلومتر مربع مساحت و ۴٬۰۱۹ نفر جمعیت دارد.